# Фіціс вусатий
Фіціс Вусатий (Треска Вусата), великий вилоборід, — вид риб, що належить до родини Phycidae.
Він походить з Європи, Північної Африки, Північної Америки .